# Sagrestia del Duomo di Siena

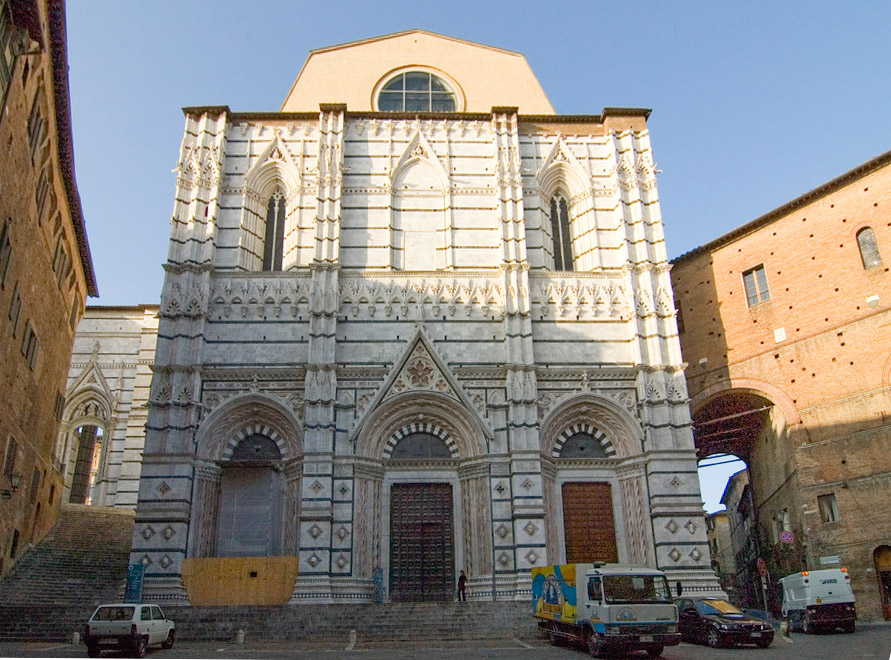
La facciata posteriore della cattedrale; a destra, sopra l'arco, la sacrestia

La sagrestia del Duomo di Siena si trova a sinistra del coro, guardando dalla navata.

## Descrizione
Ha una forma pressoché trapezoidale in pianta. Dopo il portale d'ingresso, sulla sinistra si trova una piletta, finissima opera di oreficeria quattrocentesca di Giovanni di Turino, realizzata in bronzo, marmo bianco e smalto. Ben nota è la vista che dal portale si ha dell'interno della chiesa, attraverso il pulpito di Nicola Pisano.
All'interno si trovano vari dipinti, sculture a arredi antichi. A destra in alto la grande tela di San Filippo Neri in preghiera di Giovanni Maria Morandi (1680), mentre il primo armadio a destra conserva un ciborio in marmo, opera gotica del primo Quattrocento.
Sulla parete sinistra, in alto, si scorgono i resti di affreschi di Domenico di Bartolo. Il fondo invece è decorato da tre cappelle, con affreschi frammentari eseguiti tra il 1410 e il 1412, compiuti da Benedetto di Bindo. Nella cappella di sinistra, detta "dei Liri", è rappresentata un Trionfo di sant'Agostino, mentre nell'archivolto delle finestra è La consegna della Teologia a quattro emininenti Teologi; nella cappella centrale, detta "della Vergine", sono le Storie della Madonna, mentre nella cappella di destra, detta "degli Arliqui", ovvero delle reliquie, sono una Processione di san Gregorio Magno e apparizione dell'Arcangelo Michele, e una Apparizione della Madonna col Bambino ad Augusto dopo aver consultato la Sibilla Tiberina. 
Dalla cappella a sinistra si accede a un vestibolo che conserva un pregevole busto di Alessandro VII, opera del promettente seguace di Bernini Melchiorre Cafà, scomparso prematuramente. Dal vestibolo si accede all'antica sala capitolare, dove si trova una galleria di ritratti di pontefici e vescovi di Siena, oltre a una Madonna col Bambino tra i santi Sebastiano e Rocco', attribuita a Giacomo Pacchiarotti.